# Tameo Ide
Tameo Ide (27. listopad 1908 – ?) byl japonský fotbalista.

## Reprezentační kariéra
Tameo Ide odehrál za japonský národní tým v roce 1930 celkem 1 reprezentační utkání. S japonskou reprezentací se zúčastnil Her Dálného východu 1930.

## Statistiky
| Japonsko | Japonsko | Japonsko |
| Roky     | Záp.     | Góly     |
| -------- | -------- | -------- |
| 1930     | 1        | 0        |
| Celkem   | 1        | 0        |